# 4878 Ґілгаттон
4878 Ґілгаттон (4878 Gilhutton) — астероїд головного поясу, відкритий 18 липня 1968 року.
Тіссеранів параметр щодо Юпітера — 3,576.